# 迪特山 (月球)
迪特山（Mons Dieter）是月球上位于金陨石坑中的一座山丘（与安德烈山、阿尔达希尔山及迪利普山等一起），其中心月面坐标为北纬5°、东经120.30°，直径为20公里（12英里），高度8000米。「迪特尔」为德国男性名字，1976年被命名于该山丘。该座山丘从地球上永不看到，因为位于月球的背面。